# Bandera de Mosquitia
La bandera de Mosquitia (en inglés: flag of Moskitia) consta de seis franjas horizontales que alternan el azul y el blanco, con una Union Jack en el cantón. La Union Jack en el cantón representa la protección británica bajo la que se encontraba el Reino de Mosquitia, pero no existe una explicación exacta sobre el significado de las seis franjas horizontales.
La bandera de Mosquitia también se llamaba la Cruz del Rey Jorge (en inglés: King George Cross), pero "no se asociaba con el santo patrón de Inglaterra, sino con los cinco reyes misquitos llamados Jorge—especialmente el rey Jorge [Federico Augusto II], que fue asesinado al día siguiente de que se proclamara por primera vez la bandera de Mosquitia, que él diseñó".
La bandera de Mosquitia fue diseñada y presentada por el rey Jorge Federico Augusto II el 8 de marzo de 1824.